# Grzegorz Grodzki
Grzegorz Ryszard Grodzki (ur. 1970 w Tomaszowie Mazowieckim) – generał brygady Wojska Polskiego; dowódca 6 Brygady Powietrznodesantowej (2019–2022).

## Życiorys
Grzegorz Grodzki urodził się w 1970 w Tomaszowie Mazowieckim.

### Wykształcenie
Absolwent: 
- Wyższa Szkoła Oficerska Wojsk Zmechanizowanych (1994);
- Akademia Obrony Narodowej, studia dyplomowe w (2002);
- Akademia Techniczno-Humanistyczna w Bielsku-Białej, studia podyplomowe w  (2010);
- Akademia Dowódczo – Sztabowa wojsk Lądowych Leavenworth w USA, studia podyplomowe w (2011);
- Akademia Obrony NATO w Rzymie, Wyższy Kurs Polityki NATO w  (2014);
- US Army War College w Carlisle Barracks w USA, studia podyplomowe z tytułem magistra nauk wojskowych (2019).

### Służba wojskowa
W 1990 podjął studia w Wyższej Szkole Oficerskiej Wojsk Zmechanizowanych we Wrocławiu, które ukończył na kierunku dowodzenie pododdziałami pancernymi uzyskując dyplom inżyniera. 19 czerwca 1994 był promowany na podporucznika. Promocja odbyła się we Wrocławiu z udziałem prezydenta Lecha Wałęsy, a promował szef Sztabu Generalnego Wojska Polskiego gen. broni Tadeusz Wilecki. Razem z podchorążym Grzegorzem Grodzkim promowani byli podchorążowie m.in.: Jarosław Gromadziński, Zenon Brzuszko, Sławomir Kocanowski, Arkadiusz Mikołajczyk, Piotr Trytek, Adam Marczak, Rafał Kowalik.
W lipcu 1994 rozpoczął pełnienie zawodowej służby na stanowisko dowódcy plutonu czołgów w 14 Brygadzie Pancernej w Żurawicy. W 1996 został skierowany do Tomaszowa Mazowieckiego, gdzie zmieniając rodzaj wojsk pełnił służbę w 25 Brygadzie Kawalerii Powietrznej na stanowiskach dowódcy szwadronu i szefa sekcji (S-3). W drodze wyróżnienia wyznaczony następnie został do Warszawy, gdzie powierzono mu stanowisko specjalisty w Szefostwie Wojsk Aeromobilnych Dowództwa Wojsk Lądowych. W latach 2004–2005 był na misji Polskiego Kontyngentu Wojskowego w Bośni i Hercegowinie będąc na stanowisku szefa G3.
29 września 2008 pożegnany przez gen. bryg. pil. Dariusza Wrońskiego zakończył służbę w 25 Brygadzie Kawalerii Powietrznej, gdzie w stopniu majora był szefem sekcji operacyjnej w dowództwie brygady. Został skierowany do Bielska-Białej, gdzie objął funkcję dowódcy 18 batalionu desantowo-szturmowego. Od 29 kwietnia do 26 października 2009 pełnił służbę w ramach V zmiany polskiego kontyngentu wojskowego PKW Afganistan, gdzie dowodził 18 bds.  W 2010 powierzono mu stanowisko szefa szkolenia w 6 Brygadzie Powietrznodesantowej, a następnie został ponownie skierowany na misję do Afganistanu w PKW ISAF, jako dowódca 16 batalionu powietrznodesantowego. W 2011 po ukończeniu studiów podyplomowych w Akademii Dowódczo-Sztabowej Armii Stanów Zjednoczonych w Fort Leavenworth, został wyznaczony na stanowisko zastępcy 6 Brygady Powietrznodesantowej. W międzyczasie w 2014 ukończył Wyższy Kurs Polityki NATO w Akademii Obrony NATO (ang. NATO Defense College) w Rzymie.
W 2019 po ukończeniu studiów podyplomowych w US Army War College w Carlisle Barracks w USA 18 listopada 2019 minister ON Mariusz Błaszczak wyznaczył go na stanowisko dowódcy 6 Brygady Powietrznodesantowej. 1 marca 2020 został awansowany na stopień generała brygady. Akt mianowania odebrał z rąk Prezydenta Rzeczypospolitej Polskiej Andrzeja Dudy w trakcie obchodów Narodowego Dnia Pamięci „Żołnierzy Wyklętych”. W 2021 podczas jego dowodzenia z 6 BPD odeszło trzech oficerów: szef sztabu, szef szkolenia i szef zasobów spadochronowych. W 2021, 2022 i w roku 2023 toczyły się śledztwa o przestępstwa wojskowe i korupcyjne związane z 6 bdow, 18 bpdes (jednostki podległe pod 6 BPD), oskarżonych było 24 żołnierzy (47 osób w VII.2022), w tym oficerowie i dwóch dowódców z 6 bdow z lat 2021–2023.
10 marca 2022 Inspektorat Służby Kontrwywiadu Wojskowego w Krakowie wszczął wobec generała kontrolne postępowanie sprawdzające. Generałowi zawieszono "poświadczenia bezpieczeństwa". Był także wezwany do ministerstwa ON w Warszawie. Z wydanej opinii 31 marca 2022 przez biegłego sądowego na rzecz tego postępowania jednoznacznie wynikało o pozytywnym rozstrzygnięciu w stosunku do generała procedury sprawdzającej. Jednocześnie decyzją ministra ON Mariusza Błaszczaka, na kilka miesięcy przed końcem kadencji, został odwołany ze stanowiska dowódcy 6 Brygady Powietrznodesantowej przekazując dowodzenie dla płk. Artura Wiatrowskiego 1 kwietnia 2022 w Krakowie, następnie na koniec tej uroczystości związanej z przekazaniem obowiązków dowódcy dokonał w sali tradycji jednostki wpisu w księdze pamiątkowej: 

(...) Pomimo pasji, wyrzeczeń i pracy ponad miarę zmuszony jestem dziś przekazać sztandar, bo polityka wmieszała się w nasze spadochroniarskie życie. Mam nadzieję i wierzę, że prawdziwi winni dopuszczenia do obecnej sytuacji w 6 batalionie dowodzenia, 6 Brygady Powietrznodesantowej poniosą za to odpowiedzialność. Prawie dwa lata bezczynności po raz kolejny doprowadziły do dziesiątek dramatów i rozpaczy. Można było tego uniknąć już w 2019. Choć moja droga wiedzie ugorem, Wam wszystkim życzę pełnych czasz i powodzenia! P.S. Wierzę, że prawda obroni się sama i za kilka lat te słowa przebrzmią na nowo (...).

### Zakończenie służby, w rezerwie
W kwietniu 2022 został skierowany do dyspozycji Dyrektora Departamentu Kadr MON, który wyznaczył generała do wykonywania zadań w Dowództwie Generalnym Rodzajów Sił Zbrojnych pozostając w rezerwie kadrowej.
W grudniu 2022 w wieku 52 lat i po 32 latach służby wskutek niewyznaczenia go na stanowisko służbowe w czasie pozostawania w dyspozycji, przy wystawionej opinii służbowej 11 października 2022 z oceną ogólną 6 (wzorowa) przez swojego przełożonego Inspektora Wojsk Lądowych z Dowództwa Generalnego Rodzajów Sił Zbrojnych gen. dyw. Macieja Jabłońskiego, został zwolniony z zawodowej służby wojskowej. 13 grudnia 2022 został powiadomiony pismem administracyjnym z upoważnienia Ministra Obrony Narodowej dekretowanym przez sekretarza stanu MON Marcina Ociepę, informującym o wszczętym z urzędu postępowaniu administracyjnym w sprawie jego zwolnienia z zawodowej służby wojskowej.
Na emeryturze, będąc w rezerwie, studiuje od 2023 na nowym profilu studiów MBA – Master in Business Administration: Technologie Wodorowe i Transformacja Energetyczna na Politechnice Śląskiej w Gliwicach. Jest właścicielem firmy HENERGIA od marca 2024, która działa w obszarze doradztwa biznesowego. Wcześniej zajmował się i obecnie zajmuje projektami systemowymi w dziedzinie technologii wodorowych, polskiej strategii wodorowej, transformacji energetycznej, doradztwem wojskowym uczestnicząc w konferencjach, wykładach edukacyjnych, sympozjach naukowych m.in.:  w Kielcach na Międzynarodowym Salonie Przemysłu Obronnego MSPO; Środkowoeuropejskie Forum Technologii Wodorowych H2 Poland w Poznaniu; Oesia Grupo w Madrycie; Hannover Mess 2023 w Hannowerze.

## Życie prywatne
Jest żonaty, ma córkę oraz dwóch synów.

## Awanse
- podporucznik – 19 czerwca 1994[5]

(...)
- generał brygady – 1 marca 2020[40]

## Ordery, odznaczenia i wyróżnienia[2][41]
- Wojskowy Krzyż Zasługi z Mieczami[1]
- Gwiazda Afganistanu
- Army Commendation Medal
- Odznaka Honorowa Wojsk Lądowych
- Odznaka Skoczka Spadochronowego Wojsk Powietrznodesantowych z cyfrą "100" (stan na rok 2019[42])
- Odznaka pamiątkowa 18 Bielskiego Batalionu Powietrznodesantowego – 2008 ex officio
- Odznaka pamiątkowa 6 Brygady Powietrznodesantowej – 2019 ex officio

i inne.

## W kulturze masowej
W 1999 Grzegorz Grodzki jako ówczesny dowódca 1 szwadronu w stopniu porucznika brał udział w nagranej z cyfrą "75" telenoweli dokumentalnej Kawaleria powietrzna (telenowela dokumentalna) w reżyserii Jacka Bławuta i Wojciecha Maciejewskiego wyprodukowanej dla TVP w 2000 roku, emitowanej w TVP2. Serial opisuje szkolenie żołnierzy zasadniczej służby wojskowej w 25 Brygadzie Kawalerii Powietrznej w Tomaszowie Mazowieckim, od wcielenia do przeniesienia do rezerwy, bądź pozostania w służbie wojskowej. Przez telenowelę przewinęło się kilku znanych oficerów i podoficerów SZ RP, w tym: gen. bryg. Jan Kempara – ówczesny Dowódca 25. Brygady Kawalerii Powietrznej, późniejszy Szef Szefostwa Działań Specjalnych SG WP; ppłk Tadeusz Buk – późniejszy generał broni, od września 2009 Dowódca Wojsk Lądowych. Zginął 10 kwietnia 2010 w katastrofie polskiego samolotu Tu-154M w Smoleńsku; mjr Piotr Patalong – ówczesny dowódca 7 Batalionu 25 BKPow., późniejszy generał dywizji, Inspektor Wojsk Specjalnych (m.in. w 2013 roku Dowódca Wojsk Specjalnych)), por. Andrzej Kopacki – ówczesny dowódca 3 szwadronu i pełniący obowiązki dowódcy 1 kompanii szkolnej, późniejszy pułkownik, zastępca Attaché Obrony i Wojskowy polskiej Ambasady w USA.

## Garnizony w przebiegu służby
W ponad 32 letniej służbie wojskowej był w garnizonach:
1. Wrocław (1990–1994) ↘
2. Żurawica (1994–1996) → Tomaszów Mazowiecki (1996–2001) ↘
3. Warszawa (2001–2004) → PKW EUFOR (2004–2005) ↘
4. Tomaszów Mazowiecki (2005–2008) → Bielsko-Biała (2008–2009) ↘
5. PKW Afganistan (2009) ↘
6. Bielsko-Biała (2009–2010) → Kraków (2010) ↘
7. PKW Afganistan (2010) → Fort Leavenworth USA (2010–2011) ↘
8. Kraków (2011–2014) → NATO Defense College Rzym (2014) ↘
9. Kraków (2014–2018) → Carlisle Barracks USA (2018–2019) ↘
10. Kraków (2019–2022) → Warszawa (2022)